# Varga Tamás (vízilabdázó)
Varga Tamás (Szolnok, 1975. július 14. –)  kétszeres olimpiai bajnok vízilabdázó. Testvére Varga II. Zsolt válogatott vízilabdázó.

## Pályafutása
Pályafutását a Szolnoki VSC csapatánál kezdte. 1993-ban junior világbajnoki bronzérmes volt. 1994-ben junior Európa-bajnok lett. Ebben az évben a Vasas játékosa lett. 1995-ben junior világbajnokságot nyert. Ugyanebben az évben a felnőttek között második volt az Eb-n. A következő szezontól Olaszországban, majd Svájcban szerepelt. 1997-től 1999-ig gerincproblémái miatt hátfájás gyötörte, amely hátráltatta sportpályafutásában.
2000-től újra a Vasasba igazolt. 2001-ben újra szerepelhetett az Európa-bajnokságon, ahol harmadik lett. 2002-ben megnyerte a KEK-et. 2003-ban világbajnokságot és világligát nyert. 2004-ben aranyérmes lett az olimpián, majd az olasz Nervihez igazolt. 2005 márciusában ideiglenesen lemondta a válogatottságot. Ebben az évben az Újpesthez igazolt, ahonnan 2006-ban az olasz Chiavariba, 2007-ben Szegedre szerződött. 2008-ban visszakerült a válogatottba. Az Európa-bajnokságon bronz, az olimpián aranyérmes volt.
2009-ben LEN-kupát nyert. A következő szezont a montenegrói Cattaro csapatánál töltötte. Új csapatával is elnyerte a LEN-kupát. 2010-ben a Ferencvároshoz igazolt át és visszatért Magyarországra. 2011-től a Debrecen játékosa lett. 2012-ben ötödik lett az olimpián, majd ezt követően visszavonult a válogatottól. Juniorként hatvanhétszer, felnőttként több mint százszor volt tagja a nemzeti csapatnak.

## Sportvezetőként
2012 decemberében még aktív játékosként a Debreceni VSE elnökének választották. 2013 februárjától a vezetőedzői posztot is betölti.
Vízilabdaiskolát nyitott Varga Tamás Pólósuli néven, valamint alapítványt hozott létre a hátrányos helyzetű gyerekek financiális támogatására.

## Eredményei
- Olimpiai bajnok (Athén, 2004 és Peking, 2008)
- Világbajnok (Barcelona, 2003)
- Eb-2. (1995)
- Magyar gólkirály (2001, 2006 és 2008)
- Magyar Kupa-győztes (1996, 2001, 2002)
- Szuperkupa-győztes (2001)
- KEK-győztes (1995, 2002)
- BL-3. (2000)
- LEN-kupa-győztes (2009 és 2010)

## Díjai, elismerései
- kiváló ifjúsági sportoló (1994, 1995)
- A Magyar Köztársasági Érdemrend tisztikeresztje (2004)
- A Magyar Köztársasági Érdemrend középkeresztje (2008)
- Az év csapatának választott Magyar férfi vízilabda-válogatott tagja (2003, 2004 és 2008)
- Miniszteri elismerő oklevél (2012)